# Monotaxinoides
Monotaxinoides es un género de foraminífero bentónico de la familia Lasiodiscidae, de la superfamilia Archaediscoidea, del suborden Fusulinina y del orden Fusulinida. Su especie tipo es Monotaxinoides transitorius. Su rango cronoestratigráfico abarca el Carbonífero.

## Discusión
Algunas clasificaciones más recientes incluyen Monotaxinoides en la superfamilia Lasiodiscoidea, del suborden Archaediscina, del orden Archaediscida, de la subclase Afusulinana y de la clase Fusulinata.

## Clasificación
Monotaxinoides incluye a las siguientes especies:
- Monotaxinoides convexus †
- Monotaxinoides guangxiensis †
- Monotaxinoides priscus †
- Monotaxinoides subconica †
- Monotaxinoides subplana †
- Monotaxinoides transitorius †